# Idioten (film)
Idioten (japanska: 白痴, Hakuchi) är en japansk dramafilm från 1951 i regi av Akira Kurosawa. Filmen bygger på romanen Idioten av Fjodor Dostojevskij.